# Frauenstadtrundgänge Schweiz
Die Frauenstadtrundgänge der Schweiz sind aus einer gemeinsamen Bewegung heraus in den 1990er-Jahren entstanden und agieren in verschiedenen Schweizer Städten als selbstständige Vereine. Ein interdisziplinäres Team aus Geisteswissenschaftlerinnen recherchiert in Archiven, erforscht die lokale Frauen- und Geschlechtergeschichte und konzipiert Stadtführungen, Vorträge und Publikationen mit dem Ziel, die Ergebnisse einem breiten Publikum bekannt zu machen.

## Entstehung
Frauen spielten in der traditionellen Geschichtsschreibung lange Zeit eine Nebenrolle. Infolge der Neuen Frauenbewegung begannen Historikerinnen, den sogenannten männerzentrierten Blick auf die Geschichte zu hinterfragen und die bisher kaum erforschte Geschichte von Frauen aufzuarbeiten. Gleichzeitig setzten sie sich für die Berücksichtigung der Frauen- und Geschlechtergeschichte in den Lehrplänen der Universitäten ein und forderten ihre systematische Aufarbeitung in den Archiven. Im Zuge dieser Bestrebungen etablierten sich in Deutschland ab den späten 1970er-Jahren erste Frauenstadtrundgänge, die im Rahmen von Frauensommeruniversitäten und Historikerinnentreffen durchgeführt wurden. Historikerinnen der Frauengruppe Köln stellten an der 5. Historikerinnentagung in Bern 1988 den Kölner Frauengeschichtsverein vor. Ihr Vortrag wirkte als Initialzündung für ähnliche Projekte in der Schweiz: Noch im selben Jahr lancierte der historische Verein StattLand Bern zwei Stadtrundgänge mit dem Fokus auf Frauen- und Geschlechtergeschichte. Im Sommer 1990 boten Basler Historikerinnen den ersten Frauenstadtrundgang der Schweiz an. 1991 wurde der Frauenstadtrundgang Zürich gegründet. Es folgten sodann Frauenstadtrundgänge in Luzern, Freiburg, Zug, Winterthur, Aarau und Baden.

## Zielsetzungen
Wie von den Geschichtswerkstätten und der Grabe-wo-du-stehst-Bewegung der 1970er- und 1980er-Jahre gefordert, wird die lokale Frauengeschichte erforscht, aus dem akademischen Umfeld herausgetragen und einem breiten Publikum zugänglich gemacht. Ein wichtiges Anliegen ist die Schaffung von Gedächtnisorten für Frauen im Stadtbild: Plätze, Strassen und Denkmäler erinnerten kaum an den konkreten Alltag oder an Projekte von Frauen, sondern waren vorwiegend männlichen Persönlichkeiten aus der lokalen Geschichte gewidmet. Frauenstadtrundgänge schaffen Gedächtnisorte für Frauen, indem an konkrete Lebenszusammenhänge von Frauen erinnert wird und diese über Stadtführungen an Gebäude, Plätze und Skulpturen angebunden werden.

## Charakteristik und Entwicklung der Frauenstadtrundgänge
Die Vereine fokussieren in ihren jeweiligen Rundgängen auf die Darstellung der Lebens- und Erfahrungswelt von Frauen in der jeweiligen Region vom Mittelalter bis zur Gegenwart. Die Stadtrundgänge werden häufig von mindestens zwei Stadtrundgängern geführt und oftmals mit Kostümen, Requisiten sowie Bild und Ton ergänzt. Charakteristisch sind schauspielerische Einlagen, wobei diese bei den Vereinen unterschiedlich stark ausgeprägt sind. Mit den Theatereinlagen grenzen sich die Vereine von klassisch-vortragenden Stadtführungen ab. Bei allen Vereinen lässt sich die Tendenz feststellen, dass sie sich allmählich von der reinen Frauengeschichte weg- und hin zur Geschlechtergeschichte bewegen.

## FemmesTour
Im Hinblick zur 150-Jahrfeier des schweizerischen Bundesstaates im Jahr 1998 schlossen sich die Frauenstadtrundgänge in neun verschiedenen Städten (Aarau, Basel, Bern, Freiburg, Genf, Luzern, Winterthur, Zug und Zürich) im Projekt FemmesTour zusammen. Es handelte sich um das einzige grosse Frauenprojekt, das vom Bund im Rahmen der Jubiläumsfeier finanziert wurde. Unter dem Titel Was Frauen tun, wenn Männer Staaten gründen erarbeiteten die Historikerinnen der einzelnen Vereine für ihre Stadt einen Rundgang. Insgesamt nahmen im Sommerhalbjahr 1998 über 7000 Besucher an FemmesTour teil. Ihre umfassenden Forschungsergebnisse trugen sie zusammen in der Publikation Mit Geld, Geist und Geduld: Frauen und ihre Geschichte zwischen Helvetik und Bundesstaat. Verein Femmes Tour, gegründet 1996 als Dachverband der Frauenstadtrundgangsvereine und 1999 nach Beendigung des Projekts aufgelöst.

## Frauenstadtrundgang Basel
Rund 20 Aktive führen Rundgänge zu unterschiedlichen Themen durch, wobei jährlich ein neuer Rundgang für die jeweilige kommende Saison ausgearbeitet wird. 2016 entschied sich der Verein, Männer als Aktivmitglieder aufzunehmen, da die gesellschaftlichen Themen der Rundgänge alle betreffen und bei Diskussionen um Geschlecht unterschiedliche Perspektiven notwendig sind.
Zum 500. Geburtstag von Wibrandis Rosenblatt stiftete der Verein Frauenstadtrundgang Basel 2004 eine Gedenktafel, die am Pfarrhaus der Martinskirche angebracht wurde.
Zusammen mit dem Gründungsmitglied Brigitta Gerber konnte der Verein 2019 erreichen, dass diejenigen Menschen, die in der Frühen Neuzeit in Basel wegen Hexerei verurteilt wurden, symbolisch mit einer Gedenktafel rehabilitiert wurden.

### Auszeichnungen
- 1997 Verleihung des Chancengleichheitspreises beider Basel, «das heisse Eisen»[22]
- 2005 Verleihung des FemPrix zusammen mit den Frauenstadtrundgängen Zürich und Zug durch den Verein Feministische Wissenschaft Schweiz[23]

## Frauenstadtrundgang Zürich
Über 20 Historikerinnen erforschen die Frauen- und Geschlechtergeschichte der Stadt Zürich und vermitteln ihre Ergebnisse mittels Rundgängen, Vorträgen und Publikationen einem breiten Publikum. Im Sommer 1999 beteiligte sich der Frauenstadtrundgang Zürich an der Aktion Transit 1999, im Rahmen derer die bekanntesten Denkmäler für historische Männerfiguren der Stadt verschoben wurden. Der Frauenstadtrundgang Zürich beteiligte sich mit der Ausstellung Durchsage der Leitstelle und zeigte auf 10 Bildtafeln – platziert an verschiedenen Tramhaltestellen – auf, wie Frauen im 19. Jahrhundert in der Stadt Zürich unterwegs waren.

### Auszeichnungen
- 1995: Ehrengabe aus dem Literaturkredit des Kantons Zürich für die Publikation Chratz & Quer. Sieben Frauenstadtrundgänge in Zürich[26][27]
- 2005: FemPrix des Vereins Feministische Wissenschaften an die Frauenstadtrundgänge Basel, Zug und Zürich
- 2009: Gleichstellungspreis der Stadt Zürich[28][29][30]

## Frauenstadtrundgang Luzern
Entstanden aus dem Frauenstreik von 1991 ist der Verein in seiner über 25-jährigen Geschichte der Zielsetzung treu geblieben, die blinden Flecken und wenig bekannten Ecken der Luzerner Vergangenheit – sowohl im geografischen Sinne als auch im öffentlichen Bewusstsein – in Hinblick auf die Geschlechtergeschichte zugänglich zu machen. Dies nicht nur in Form von Rundgängen, sondern auch Beiträgen im Damals-Blog des Onlinemagazins Zentralplus. Der Verein Frauenstadtrundgang Luzern setzt sich aus Frauen aus verschiedenen Berufs- und Studienfeldern zusammen. Dadurch profitiert der Verein von einer Vielfalt an Perspektiven: Historikerinnen, Lehrerinnen, Kulturschaffende und Studentinnen verschiedener Disziplinen werfen ihren Blick auf das Zusammenleben der Geschlechter in der Stadt Luzern durch die Jahrhunderte. Besonderes Interesse gilt dabei dem Alltagsleben und der Kulturgeschichte. Das thematische Spektrum ist weit: Geschichten von Abenteurerinnen und Unternehmerinnen erhalten ebenso Beachtung wie politisch engagierte Patrizierinnen und Bürgerinnen. Badekulturen begeistert die Forscherinnen genauso wie die Wahrnehmung von Gerüchen, und letztlich werfen sie auch immer einen Blick auf die Frauen am Rande der Gesellschaft.

### Auszeichnungen
- 2008 Anerkennungspreis des Kunst- und Kulturpreises der Stadt Luzern.

## Frauen in Freiburg – Stadtrundgänge
Ursprünglich aus einer Arbeitsgruppe hervorgegangen, wurde der Frauen in Freiburg – Stadtrundgänge 1992 durch Historikerinnen als Verein institutionalisiert. Neben den kostümierten Stadtrundgängen, die sowohl in deutscher als auch in französischer Sprache angeboten werden, inszenierte der Verein auch zwei grosse Strassentheater.
Durch das Engagement des Vereins kam es zur Benennung des St. Katharina-Platzes in der Freiburger Altstadt. Ausserdem setzte der Verein die moralische Rehabilitierung der 1731 im Kanton Freiburg als letzte Hexe hingerichtete Frau, Catherine Repond, durch. Im Jahr 2010 wurde ein kleiner Platz, der bis zu ihrer Hinrichtung als Richtstätte gedient hatte, auf dem Guintzet-Hügel in Freiburg nach ihr benannt.

## Frauenstadtrundgang Winterthur
Seit der Gründung 1997 fokussiert der Verein auf die szenische Vermittlung von Stadtführungen. Charakteristisch für den Verein ist, dass die Rundgänge von einem Frauentrio geführt werden. Insgesamt hat der Verein etwa 140 Mitglieder, wovon sich etwa 30 aktiv an der Erarbeitung und Durchführung der Rundgänge beteiligen. Neben den öffentlichen und privaten Stadtrundgängen und szenischen Vorträgen bietet der Verein in Zusammenarbeit mit der Museumspädagogik Winterthur auch didaktisch aufbereitete Schülerrundgänge für Mittelstufenklassen an. Um die Jahrtausendwende war der Verein an der Einführung mehrerer nach Frauen benannten Strassen in Winterthur beteiligt. Im Jahr 2018 beschloss der Verein eine Öffnung gegenüber neuen Vermittlungsformen und Inhalte. Ebenfalls sollen verstärkt Kooperationen eingegangen werden.

### Auszeichnungen
- Ausgezeichnet wurde der Verein im Jahr 2004 mit dem Kulturpreis der Stadt Winterthur.

## Publikationonen

### Verein Basel
- Quergängerin 1. Arbeit. Basel 1991. ISBN 3-909119-00-X
- Quergängerin 2. Stadtgeschichten. Basel 1993. ISBN 3-909119-03-4
- Quergängerin 3. Baselbieterinnen auf dem Weg. Basel 1994. ISBN 3-909119-04-2
- Quergängerin 4. Blickwechsel. Basel 1996. ISBN 3-9520989-0-6
- Quergängerin 5. «Do sammleten sich die Wiber». Basel 1997. ISBN 3-9520989-1-4
- Quergängerin 6. Geschichten aus der Empore. Basel 1999. ISBN 3-905561-26-3
- Bildschön & Geistreich. Biblische Frauen im Spiegelbild der Stadt. Sechs theologische Frauenstadtrundgänge durch Basel. Bern 1999. ISBN 3-905561-27-1
- Ansichtssache. Neun Frauenstadtrundgänge durch Basel. Zürich 2001. ISBN 3-85791-354-1
- Still & stark. Heilige Frauen im Bildungsprogramm eines Klosters. Ein etwas andere Wallfahrt zu Maria in der Felsengrotte. Zürich 2003. ISBN 3-85791-416-5
- Frau Polizist und Herr Kindergärtnerin. Erkundungen im Basler Berufsalltag. Basel 2006. ISBN 3-033-00749-X
- FrauenStimmen! Wie die Basler Frauen zu ihren Rechten kamen. Basel 2006.
- Stadtsafari. Afrika in Basel. Basel 2008.
- Auf Abwegen. Frauen im Brennpunkt bürgerlicher Moral. Basel 2021. ISBN 978-3-85616-944-2

### Verein Zürich
- Chratz & Quer. Sieben Frauenstadtrundgänge in Zürich. Limmat Verlag, Zürich 1995. ISBN 978-3-85791-445-4
- Fadegrad.13 denkwürdige Geschichten von Frauen aus Zürich. Limmat Verlag, Zürich 2001. ISBN 978-3-85791-374-7
- «Fräulein, zahlen bitte!» Von legendären Wirtsfrauen, stadtbekannten Lokalen und hart verdientem Geld. Limmat Verlag, Zürich 2011. ISBN 978-3-85791-643-4

### Verein Luzern
- Reise-Zeiten. Eine Luzerner Reise zu Frauen in Fahrt. rex verlag, Luzern 1993. ISBN 3-7252-0581-7
- Hautnah. Zur Körpergeschichte von Frauen. rex verlag, Luzern 1996. ISBN 3-7252-0642-2
- Mit Pfeffer und Pfiff: Luzernerinnen zwischen 1798 und 1848. rex verlag, Luzern 1998. ISBN 3-7252-0675-9

### Verein Freiburg
- Christa Mutter, Christine Schären, Johanna Thali (Hrsg.): Vom Pater Noster zur Alma Mater. (Auf den Spuren von Frauen in Freiburg I). Meandre Editions – Pro Freiburg, Freiburg 1996. ISBN 2-88359-014-1
- Christa Mutter et al. (Hrsg.): Frauen im Strom der Geschichte. Auf den Spuren von Frauen in Freiburg 2. Pro Freiburg, Freiburg 2002.
- Francine Castella et al. (Hrsg.): Von Herzoginnen, Hexen und Hebammen. Auf den Spuren von Frauen in Freiburg 3. Pro Freiburg, Freiburg 2009.

### Verein Winterthur
- Frauenblicke. Vier Stadtrundgänge durch Winterthur, Winterthur, Stiftung Edition Winterthur, Winterthur 2006. ISBN 978-3-033-00835-9
- Schauplätze. Der Verein Frauenstadtrundgang Winterthur inszeniert Geschichte(n), Chronos Verlag, Zürich 2015. ISBN 978-3-908050-38-4